# Pacifique (album de Disiz)
Pour les articles homonymes, voir Pacifique (homonymie).
Albums de Disiz
Rap Machine
(2015) Disizilla
(2018)
Singles
Pacifique est le 11e album studio du rappeur français Disiz, sorti le 9 juin 2017.
Il est certifié disque d'or le 18 janvier 2019, 1 an et 7 mois après sa sortie.

## Liste des titres
| No  | Titre                                 | Durée |
| --- | ------------------------------------- | ----- |
| 1.  | Radeau                                | 4:58  |
| 2.  | Passage secret (Soma)                 | 3:19  |
| 3.  | Splash                                | 3:40  |
| 4.  | La fille de la piscine                | 4:00  |
| 5.  | Carré bleu                            | 4:23  |
| 6.  | À petit feu                           | 3:32  |
| 7.  | Menteur menteuse (feat. Margot Guera) | 3:31  |
| 8.  | Marquises (feat. Hamza)               | 3:23  |
| 9.  | Compliqué                             | 3:34  |
| 10. | Meulé meulé/Aighttt                   | 4:21  |
| 11. | Watcha                                | 3:47  |
| 12. | L.U.T.T.E                             | 3:43  |
| 13. | Quand je serai chaos                  | 3:22  |
| 14. | Vibe                                  | 4:08  |
| 15. | ADN                                   | 3:47  |
| 16. | Poisson étrange                       | 3:22  |
| 17. | Qu'ils ont de la chance               | 4:42  |
| 18. | Autre espèce                          | 4:25  |
| 19. | Ça va aller (Secret RMX)              | 4:06  |

## Samples
La musique Quand je serai chaos est une reprise du titre Quand j'serai K.O. d'Alain Souchon de 1989.
Le titre Autre Espèce est samplé à partir du Code musical du film "Rencontres du troisième type" réalisé par Steven Spielberg.[réf. nécessaire]